# Micromys paricioi
Espèce
Micromys paricioi est une espèce fossile de rongeurs myomorphes de la famille des Muridae.

## Distribution et époque
Ce proche parent du rat des moissons actuel (Micromys minutus) a été découvert au fossé de Teruel, en Espagne et en Grèce. Il vivait à l'époque du Pliocène.

## Taxinomie
Cette espèce a été décrite pour la première fois en 1983 par les naturalistes Pierre Mein, Étienne Moissenet et Rafael Adrover.

## Protologue
- Pierre Mein, Étienne Moissenet et Rafael Adrover, « L'extension et l'âge des formations continentales pliocènes du fossé de Teruel (Espagne) », Comptes rendus des séances de l'Académie des sciences, Série 2, mécanique, physique, chimie, sciences de l'univers, sciences de la terre, vol. 296,‎ 1983, p. 1603-1610.